# Epitafium Wierzbięty z Branic
Epitafium Wierzbięty z Branic – malowane na desce epitafium stolnika krakowskiego i starosty sanockiego Wierzbięty z Branic (zm. 1425). Zabytek polskiego malarstwa gotyckiego. Obecnie obraz znajduje się w Muzeum Narodowym w Krakowie (w Galerii Sztuki Dawnej Polskiej w pałacu biskupa Ciołka).
Stolnik krakowski Wierzbięta z Branic był właścicielem wsi Ruszcza, w której około 1420 r. ufundował nowy gotycki kościół św. Grzegorza. Kościół był kilkakrotnie przebudowywany, wewnątrz zachowały się cenna płyta nagrobna fundatora oraz właśnie obraz epitafijny Wierzbięty.
Treścią dzieła jest scena adoracji Bożego Dzieciątka i jego Matki Maryi. U stóp Madonny klęczy rycerz Wierzbięta, za którym wstawia się patron św. Grzegorz Wielki. Postać rycerza jest maleńka, poddana średniowiecznemu prawu hierarchii wyrażonemu skalą wielkości wobec osób świętych. Twarz rycerza pozbawiona jest cech portretowych. Identyfikują go dwie tarcze herbowe (Gryf i Leliwa) oraz łacińska inskrypcja na ramie obrazu.